# Prima noapte
Prima noapte este un film românesc din 2016 regizat de Andrei Tănase. Rolurile principale au fost interpretate de actorii Alfredo Minea, Cristiana Luca.

## Distribuție
Distribuția filmului este alcătuită din:
- Alfredo Minea — Alex
- Mimi Brănescu — Călin, tatăl lui Alex
- Cristiana Luca — Simona
- Elvira Deatcu — Aura, mama lui Alex